# Guy Ritchie
Guy Stuart Ritchie (Hatfield, Hertfordshire, 1968. szeptember 10. –) angol forgatókönyvíró és filmkészítő, leginkább A Ravasz, az Agy és két füstölgő puskacső, a Blöff, a Spíler, a Sherlock Holmes és folytatásának rendezőjeként ismert.

## Ifjúkora
Ritchie a hertfordshire-i Hatfieldben született Amber (lkn. Parkinson) és John Vivian Ritchie (sz. 1928) kettő közül fiatalabb gyermekeként. Édesapja a Seafort Highlanders szerelője és reklámszakembere volt. John Vivien apja, Stewart Ritchie, aki 1940-ben halt meg a második világháború alatt. John Ritchie anyja Doris Margaretta McLaughlin (sz. 1896), Vivian Guy McLaughlin (sz. 1865) és Edith Martineau (sz. 1866) lánya. Ritchie családfájának McLaughlin és Martineau-ági tagjai közül jó néhány viselte a tiszteletes, báró vagy lovag címet. A főnemesség Hubert McLaughlinnal (sz. 1805), Louisa McLaughlin híres nővér édesapjával, és Patrick McLaughlin – akinek közvetlen családján belül először kellett adományozni a megfelelő címet, mert munkás családba született, és sokat kellett dolgoznia a nemesség eléréséhez – ősével kezdődött. Ritchie édesanyja, Amber pedig később baronettként megy férjhez.
Ritchie-t, aki diszlexiás, kizárták Stanbridge Earls Schoolból, az egyik legismertebb diszlexiásokra szakosodott intézet az Egyesült Királyságban, 15 éves korában. Ő maga úgy nyilatkozott, hogy kábítószer-használat volt a kiutasítás oka; ám édesapja azt mondta, azért volt, mert fiát „egy lány szórakoztatásán” kapták. A Sibford Schoolban is tanult.
A tánctanár nővére, Tabitha mellett Ritchie-nek egy féltestvére is van, Kevin Bayton, aki még Amber Parkinson tinédzserkorában született, s végül adoptálták. 1973-tól 1980-ig, amikor váltak, Ritchie anyja összeházasodott Sir Michael Leightonnal, a 11. baronettel. Amint elvált, felvette a Lady Leighton Amber nevet.

## Rendezői karrier
Ritchie 1995-ben egy 20 perces rövidfilmet rendezett "The Hard Case" (A nehéz eset) címmel. 1998-ban Ritchie és édesapja felvette a kapcsolatot barátjukkal Peter Mortonnal, a Hard Rock Cafe üzletlánc alapítójával, aki arra a kérdésre, hogy lenne-e potenciális befektető egy bemutatkozó filmhez, az unokaöccsét, Matthew Vaughnt adta válaszként, aki a filmgyártást tanulta Los Angelesben. Peter informálta Vaughnt Ritchie új filmjének ötletéről, Vaughn pedig tudta, hogy tudna segíteni saját gyártási ötleteivel, amelyeket amerikai utazásai során sajátított el. Matthew, John, Guy és Peter felvette a kapcsolatot közös ismerősükkel, Trudie Stylerrel, aki tudta, hogy van elég pénzük, hogy azt befektessék a második Ritchie-film gyártásába. Styler tájékoztatta őket, hogy ő korábban már látta a Hard Rock Cafét, és hogy a társfinanszírozás projektet érdemleges lehetőségnek tartja. Körülbelül nyolc hónap elteltével A Ravasz, az Agy és két füstölgő puskacső gyártása befejeződött, és 1998-ban bemutatták a nemzeti közönség számára, majd a pozitív visszajelzések hatására világszerte is bemutatták. Ritchie-t bemutatták Madonnának, amikor a filmzene kiadására került sor a Maverick Recordnál. A film, melynek főszereplője Jason Flemyng volt, olyan színészek bemutatkozását jelentette a világközönségnek, mint Jason Statham (A szállító), Nick Moran, Dexter Fletcher és az egykori futballista Vinnie Jones. 2000-ben Ritchie megnyerte az Edgar-díjat a legjobb forgatókönyvért a Mystery Writers of Americatól (Amerikai Rejtélyírók). Ritchie a filmből egy televíziós spin-offot is készített Lock, Stock... (A Ravasz, az Agy...) címmel.
A második játékfilmje a Blöff volt, amely 2000-ben jelent meg. Eredeti nevén Gyémántok, ami egy hasonló kapri komédia, ám ezúttal egy nagy stúdióval a háta mögött. A színészek között olyan hollywoodi nagy nevek szerepeltek, mint Brad Pitt, Benicio del Toro és Dennis Farina, a visszatérő Vinnes Jones és Statham mellett. A Ravasz, az Agy és két füstölgő puskacsőhöz hasonlóan, itt is egy összetett és ötletes történet szerepel, ahol a karakterek összevissza szövik egymás életútját; ez a film is játszik az idővel, az eseményeket különböző szempontokból ábrázolja. A Rotten Tomatoes oldalán jelenleg 72%-os minősítéssel szerepel.
Ritchie Madonnával dolgozott együtt annak bemutatkozó filmjében, a The Next Best Thingben (A következő legjobb dolog) és Madonna Music című albumán.

## Filmográfia

### Nagyjátékfilmek
| Év   | Magyar cím                                | Eredeti cím                           | Rendező | Író  | Producer |
| ---- | ----------------------------------------- | ------------------------------------- | ------- | ---- | -------- |
| 1998 | A Ravasz, az Agy és két füstölgő puskacső | Lock, Stock and Two Smoking Barrels   | Igen    | Igen | Nem      |
| 2000 | Blöff                                     | Snatch                                | Igen    | Igen | Nem      |
| 2002 | Hullámhegy                                | Swept Away                            | Igen    | Igen | Nem      |
| 2005 | Revolver                                  | Revolver                              | Igen    | Igen | Nem      |
| 2008 | Spíler                                    | RocknRolla                            | Igen    | Igen | Igen     |
| 2009 | Sherlock Holmes                           | Sherlock Holmes                       | Igen    | Nem  | Nem      |
| 2011 | Sherlock Holmes 2. – Árnyjáték            | Sherlock Holmes: A Game of Shadows    | Igen    | Nem  | Nem      |
| 2015 | Az U.N.C.L.E. embere                      | The Man from U.N.C.L.E.               | Igen    | Igen | Igen     |
| 2017 | Arthur király – A kard legendája          | King Arthur: Legend of the Sword      | Igen    | Igen | Igen     |
| 2019 | Aladdin                                   | Aladdin                               | Igen    | Igen | Nem      |
| 2019 | Úriemberek                                | The Gentlemen                         | Igen    | Igen | Igen     |
| 2021 | Egy igazán dühös ember                    | Wrath of Man                          | Igen    | Igen | Igen     |
| 2023 | Fortune hadművelet – A nagy átverés       | Operation Fortune: Ruse de Guerre     | Igen    | Igen | Igen     |
| 2023 | A szövetség                               | Guy Ritchie's The Covenant            | Igen    | Igen | Igen     |
| 2024 | A piszkos hadviselés minisztériuma        | The Ministry of Ungentlemanly Warfare | Igen    | Igen | Igen     |
| 2025 |                                           | In the Grey                           | Igen    | Igen | Igen     |
| 2025 | Az ifjúság forrása                        | Fountain of Youth                     | Igen    | Nem  | Igen     |

### Rövidfilmek
| Év   | Cín           | Rendező | Író  | megjegyzés     |
| ---- | ------------- | ------- | ---- | -------------- |
| 1995 | The Hard Case | Igen    | Igen |                |
| 2001 | The Hire      | Igen    | Igen | Szegmens: Star |

### Cameoszerepek
| Év   | Magyar cím                       | Eredeti cím                      | Szerep               |
| ---- | -------------------------------- | -------------------------------- | -------------------- |
| 2000 | Blöff                            | Snatch                           | újságot olvasó férfi |
| 2008 | Spíler                           | RocknRolla                       | bicikliző férfi      |
| 2017 | Arthur király – A kard legendája | King Arthur: Legend of the Sword | fogadó tulajdonosa   |

### Televíziós sorozatok
| Év   | Magyar cím | Eredeti cím    | Rendező | Vezető producer | Író  | Notes                             |
| ---- | ---------- | -------------- | ------- | --------------- | ---- | --------------------------------- |
| 2000 |            | Lock, Stock... | Nem     | Igen            | Igen | 1 epizód (író)                    |
| 2024 | Úriemberek | The Gentlemen  | Igen    | Igen            | Igen | 2 epizód (rendező) 2 epizód (író) |
| TBA  |            | Gracie         | Nem     | Igen            | Nem  | forgatás alatt                    |